# Daniel Nordmark
Daniel Nordmark est un footballeur suédois, né le 4 janvier 1988 à Lidköping en Suède. Il évolue comme milieu de terrain.

## Biographie
Daniel Nordmark commence à jouer au football dans le club de sa ville, le Lidköpings IF. Remarqué en 2003 par Elfsborg à l'occasion d'un match de la sélection régionale du Västergötland, il se voit proposer un contrat par les dirigeants du club de Borås. Il choisit toutefois de refuser la proposition du club et s'engage avec l'IF Heimer (en), alors en Div. 3 Mellersta Götaland, le quatrième échelon national. Pour sa première saison à Heimer, il remporte le championnat de Div. 3 et est promu en Div 2 Västra Götaland. Malheureusement, sa deuxième saison ne se passe pas aussi bien, et lui et son club sont relégués à nouveau en Div. 3 Mellersta Götaland. Elfsborg reprend alors contact avec lui et ce dernier s'engage finalement avec les jaunes et noirs. 3 ans plus tard, Stefan Andreasson, le directeur sportif du club lui dira qu'il est probablement le seul junior à avoir refusé une offre d'Elfsborg.
Il fait sa première apparition sous le maillot d'Elfsborg le 23 avril 2008 au Söderstadion, face à Hammarby lors de la 7e journée de championnat, en entrant à la 88e minute à la place d'Emir Bajrami (score final 0-0). Le 30 juillet 2008, pour sa troisième apparition sous le maillot de l'IF Elfsborg, il délivre sa première passe décisive pour Denni Avdic à la 84e minute sur le terrain de l'IFK Norrköping environ un quart d'heure après son entrée en jeu et permet ainsi à son équipe de prendre les 3 pts (victoire 0-1). Il marque son premier but pour Elfsborg le 26 octobre 2008 à la 90e minute sur une passe de l'attaquant anglais James Keene, lors de la lourde défaite au Gamla Ullevi dans le derby face à l'IFK Göteborg (défaite 5-2). Cette défaite privera le club de Borås d'un second titre en 3 saisons.
Titularisé pour la première fois lors de la 5e journée de l'Allsvenskan 2009, il délivre une nouvelle passe décisive, à Mathias Florén cette fois, qui permet à Elfsborg de s'imposer sur Malmö FF (victoire 1-0. Dans l'ombre d'Anders Svensson puis d'Oscar Hiljemark, il participe malgré tout à pratiquement toutes les rencontres de championnat, tant en 2009 (27 matchs dont 12 titularisations) qu'en 2010 (25 matchs dont 12 titularisations). 
Reparti sur les mêmes bases en 2011, il s'émeut toutefois de cette situation, lui dont le contrat s'achève à la fin de la saison, et s'en ouvre à la presse en demandant expressément son transfert. "Je suis extrêmement déçu chaque fois que je ne peux pas jouer, mais je respecte la décision de Magnus. Il est l'entraîneur et c'est sa parole qui compte. Mais ça ne veut pas dire que je suis d'accord".
En janvier 2012, il quitte finalement Elfsborg après 6 saisons, pour rejoindre Helsingborgs IF, qui a réalisé un triplé historique en Suède la saison précédente.

## Palmarès
- Champion de Div. 5 2003 (Lidköpings IF )
- Champion de Div. 3 Mellersta Götaland 2004 (IF Heimer)